# Guilherme Soares Guedes de Freitas
Guilherme Soares Guedes de Freitas (nacido el 24 de julio de 1991) es un futbolista brasileño que juega como delantero.

## Trayectoria

### Clubes
| Club                    | País          | Año         |
| ----------------------- | ------------- | ----------- |
| Montevideo Wanderers FC | Uruguay       | 2012 - 2013 |
| Għargħur FC             | Malta         | 2013 - 2014 |
| Mqabba FC               | Malta         | 2014 - 2015 |
| Al-Shabab SC            | Omán          | 2015        |
| Guarani de Palhoça      | Brasil        | 2016        |
| Concórdia               | Brasil        | 2016        |
| Marist FC               | Islas Salomón | 2017        |
| Tonan Maebashi          | Japón         | 2018 - 2019 |
| SC Sagamihara           | Japón         | 2019 -      |